# 실로시빈
실로시빈 또는 실로사이빈은 진균독이자, 환각제이다. 이 물질이 든 버섯을 섭취하면 환각, 정신 착란, 지각 상실 등의 증상이 나타난다. 실로시빈은 몸에서는 실로신으로 작용한다. 실로신은 시간이 지나면 푸른색으로 변하기 때문에, 실로시빈이 들어 있는 버섯을 찢는 등, 상처를 내면 푸른색으로 변한다. 아메리카 인디언들은 환각 버섯을 섭취하여 영적인 체험을 하기도 하였다. 환각을 만들기 때문이다.

## 실로시빈을 함유한 버섯
실로시빈을 함유한 버섯은 환각버섯속(Psilocybe)에 많으며, 환각버섯속에는 116종, 미치광이버섯속(Gymnopilus)에 14종, 말똥버섯속(Panaeolus)에 13종, Copelandia속에 12종, Hypholoma속에 6종, 난버섯속(Pluteus)에 6종, 땀버섯속(Inocybe)에 6종, 종버섯속(Conocybe)에 4종,
Panaeolina속에 4종, Gerronema속에 2종, 볏짚버섯속(Agrocybe)·Galerina속, 애주름버섯속(Mycena)에 각각 1종씩 실로시빈을 함유한다.

## 알코올 중독
미국 의학 협회 정신의학 저널에 발표된 2022년 연구에 따르면 실로시빈은 과도한 알코올 사용을 막을 수 있는 능력이 있다.

## 같이 보기
- 소마 (음료)